# Saint-Boniface
Saint-Boniface es un municipio canadiense situado en la provincia de Quebec.

## Superficie
Saint-Boniface tiene una superficie de 107,42 km².

## Demografía
En 2021, tenía 5156 habitantes, una densidad poblacional de 48 hab./km², y 2205 viviendas.